# Emblemaria piratula
Emblemaria piratula is een straalvinnige vissensoort uit de familie van snoekslijmvissen (Chaenopsidae). De wetenschappelijke naam van de soort is voor het eerst geldig gepubliceerd in 1942 door Ginsburg & Reid.